# Аеродром Дарвин
Међународни аеродром Дарвин (IATA: DRW, ICAO: YPDN) (енгл. Darwin International Airport) је главни аеродром која служи Дарвин, главни град Северна територија, Аустралија. Налази 13 km северно-источно од централ Дарвина. Писте аеродрома користи и база Дарвин Аустралијског краљевског ратног ваздухопловства.
Има један терминал за оба домаће и међународне летове. Редовне летове постоји до дестинације у Северна Тереторија, такође до сваки главни градове у Аустралије, осим Канбера и Хобарт, и до Брум, Кенс, и међународне дестинације као што су Куала Лумпур и Мумбај.

## Авио-компаније и дестинације
Следеће авио-компаније користе Аеродром Дарвин (од децембра 2007):

### Домаћи терминал
- Верџин Блу (Бризбејн, Мелбурн-Таламарин)
- Ернорт (Брум, Гав, Грут Ејландт, Кунунура, Манингрида, Мекарта Река)
- Квантас (Аделејд, Алис Спрингс, Бризбејн, Кенс, Перт, Сиднеј)
  - КвантасЛинк (Алис Спрингс, Гав)
  - Џетстар ервејз (Аделејд, Бризбејн, Мелбурн-Таламарин)
- Скајвест (Брум, Перт)
- Тигар ервејз
  - Тигар ервејз Аустралија (Мелбурн-Таламарин)

Поред ове авио-компаније лете и пар мале авио-компаније која служи редовне и чартер регионалне летове по Северна Тереторија.

### Међународни терминал
- Гаруда Индонезија (Денпасар, Куала Лумпур)
- Ернорт (Дили, Купанг)
- Квантас (Денпасат, Мумбај)
  - Џетстар ервејз операција управља Џетстар Азија ервејз (Кенс, Сингапур)
- Мерпати Нусантара ерлајнс (Купанг)
- Ројал Брунеј ерлајнс (Бандар Сери Бегаван)
- Тигар ервејз (Сингапур)